# Macedo Magno Novaes
Macedo Magno Novaes (São Paulo, Brasil, 30 de marzo de 1983), futbolista brasileño. Juega de portero y su actual equipo es el AS Béziers de la Championnat National de Francia. 

## Clubes
| Club            | País    | Año           |
| --------------- | ------- | ------------- |
| EC Democrata    | Brasil  | 2005          |
| AS Moulins      | Francia | 2005 - 2007   |
| AC Arles        | Francia | 2007 - 2008   |
| SC Bastia       | Francia | 2008 - 2013   |
| Valenciennes FC | Francia | 2013-2015     |
| Amiens SC       | Francia | 2015          |
| AS Béziers      | Francia | 2016-presente |